# Dia Mundial para a Preservação da Camada do Ozono
Dia Internacional para a Preservação da Camada de Ozônio é um dia instituído pela Assembleia Geral das Nações Unidas, através da sua resolução 49/114 de 1994, em comemoração da assinatura do Protocolo de Montreal. Esta comemoração mundial pretende ser uma oportunidade para chamar a atenção e tomar medidas de acção a nível global, regional e nacional relativa à protecção da camada de ozono.